# Glyptocidaridae
Famille
Genre
Les Glyptocidaridae sont une famille d'oursins réguliers de l'ordre  des Stomopneustoida. Cette famille ne comprend que le genre Glyptocidaris, et une seule espèce vivante, Glyptocidaris crenularis.

## Caractéristiques
Ce sont des oursins réguliers : le test (coquille) est arrondi, avec le péristome (bouche) située au centre de la face orale (inférieure) et le périprocte (appareil contenant l'anus et les pores génitaux) à l'opposé, au sommet de la face aborale (supérieure). De profil, le test est légèrement subconique et aplati.
Le disque apical est petit et hémicyclique, il comprend le périprocte, qui est ovale et comprend deux plaques suranales. Les plaques ambulacraires sont polygéminées avec des ambulacres droits, et les tubercules sont non-perforées mais crénulées de manière très visible (d'où le nom de l'unique espèce). La lanterne d'Aristote est de type stirodonte, et les radioles couvertes par un cortex ; elles mesurent au maximum la moitié du diamètre du test.
Cette famille est apparue à l'Éocène.

## Liste des familles
Selon World Register of Marine Species (16 décembre 2013), cette famille ne comprend qu'un seul genre et une seule espèce :
- genre Glyptocidaris A. Agassiz, 1864
  - espèce Glyptocidaris crenularis A. Agassiz, 1863.

Cependant le Natural History Museum recense deux espèces fossiles dans ce genre : Glyptocidaris heteroporus (Lambert, 1898) (Éocène, France) et Glyptocidaris arctina (Nisiyama, 1966) (Oligocène, Japon).